# Lucía de Segni
Lucía de Segni (muerta después de 1252), fue princesa de Antioquía por matrimonio. Fue la hija de Paolo, conde de Segni y sobrina nieta del papa Inocencio III.
Se casó con Bohemundo V (muerto en 1252), príncipe de Antioquía y conde de Trípoli y tuvo a:
- Bohemundo VI (1237-1275), príncipe de Antioquía y conde de Trípoli
- Plasencia (1236-1261), casada en 1250 con Enrique I de Chipre, después en 1254 (matrimonio anulado en 1258) con Balián de Ibelín, señor de Arsuf (1239-1277)

El matrimonio fue destinado por el papa con el fin de incrementar su influencia en Oriente, pero también para promover la reconciliación entre las iglesias de Roma y de Oriente. Regente después de la muerte de su marido en 1252, permaneció principalmente en Trípoli y abandonó Antioquía, que se convirtió en lugar de conflictos religiosos y étnicos entre las poblaciones latinas, griegas y armenias. Muy autoritaria, mantuvo a su hijo Bohemundo bajo estrecha tutela. Bohemundo disfrutando de una visita junto a su madre estaban haciendo a Luis IX de Francia que en ese entonces se encontraba en Jaffa (Séptima Cruzada), pidió ayuda al rey. Impresionado por el valor del príncipe, el rey lo armó caballero y obligó a Lucía de Segni a poner fin a la regencia, a fin de que Bohemundo corrigiera la situación en Antioquía y gobernara los dos estados.